# Joelle Murray
Joelle Murray (7 novembre 1986) è una calciatrice scozzese, centrocampista dell'Hibernian e difensore della nazionale scozzese.

## Carriera

### Club
Joelle Murray cresce a Chirnside, nel Scottish Borders, appassionandosi al gioco del calcio fin da giovanissima, tesserandosi con il Coldstream prima di passare al Chirnside e giocando nelle loro formazioni giovanili miste fino ai 12 anni, età massima consentita dalla federazione calcistica della Scozia (Scottish Football Association - SFA) per giocare con i maschietti. Grazie alle prestazioni espresse nei campionati minori mettendosi così in luce nei confronti degli osservatori dei grandi club, dal 1998 si trasferisce all'Hibernian giocando inizialmente nelle sue formazioni giovanili femminili, vincendo tutti i trofei femminili di categoria arrivando ad indossare la fascia di capitano della squadra Under-17, fino al suo inserimento in rosa con la formazione titolare iscritta alla Scottish Women's Premier League, il livello di vertice del campionato scozzese. Grazie alla vittoria ottenuta dalla sua squadra al termine della stagione 2003-2004, Murray ha l'occasione di debuttare in un torneo internazionale per club, l'allora denominata UEFA Women's Cup, in occasione della prima fase di qualificazione della stagione 2004-2005, debuttando nell'incontro del 22 luglio 2004 che vede le scozzesi vincere 3-2 fuori casa sulle belghe del Rapide Wezemaal e condividendo con le compagne il secondo posto al termine del minitorneo prima di essere eliminate. I successivi risultati in campionato le valgono il titolo di campionessa di Scozia al termine delle stagioni 2005-2006 e 2006-2007, ai quali si aggiungono le sei Scottish Women's Cup (2003, 2005, 2007, 2008, 2010 e 2016) e le quattro Scottish Women's League Cup (2005, 2007, 2011, 2016), nonché l'accesso ad altre due UEFA Women's Cup e due UEFA Women's Champions League per un totale di 10 presenze complessive.

### Nazionale
Murray inizia ad essere convocata dalla federazione scozzese nel 2002, inizialmente inserita nella formazione Under-17. Nel 2003 è inserita in rosa nella formazione Under-19 impegnata alle qualificazioni al campionato europeo di Finlandia 2004, dove fa il suo debutto il 23 settembre 2003, nell'incontro pareggiato 0-0 con le pari età dell'Inghilterra. Infine, nel 2008, all'Under-23.
Il tecnico Anna Signeul la convoca nella nazionale maggiore facendola debuttare il 26 agosto 2007, in occasione dell'amichevole vinta per 3-2 con il Belgio. Per la sua prima rete deve aspettare il 12 maggio 2009, quella che dopo i due centri di Pauline Hamill, all'83' fissa il punteggio sul definitivo 3-0 con l'Irlanda del Nord. Da allora la sua presenza nella nazionale scozzese è costante, con Signeul che la convoca più volte durante le fasi di qualificazione agli Europei, di Finlandia 2009 e Svezia 2013, e ai mondiali, di Germania 2011 e Canada 2015, senza mai riuscire a qualificarsi per la fase finale.
L'impresa riesce nella formazione che affronta le qualificazioni all'Europeo dei Paesi Bassi 2017. La squadra, inserita nel gruppo 1, chiude la fase classificandosi al secondo posto, a pari punti con l'Islanda, unica nazionale che la supera 4-0 nella partita casalinga del 3 giugno 2016 a Falkirk ma che verrà a sua volta sconfitta per 2-1 in quella di ritorno del 20 settembre 2016, garantendosi così l'accesso alla fase finale come migliore nazionale tra quelle seconde classificate. Murray viene impiegata solamente in quest'ultima delle otto partite giocate dalla sua nazionale, con Signeul che dopo averla impiegata all'edizione 2017 della Cyprus Cup, dove gioca tre dei quattro incontri disputati dalla Scozia, il 27 giugno 2017 la annovera nella lista definitiva delle atlete che parteciperanno al primo Europeo disputato dalla nazionale femminile della Scozia. Nella fase finale entra in campo in una sola occasione, giocando tutti i 90 minuti dell'incontro del 23 luglio 2017 perso per 2-1 con le avversarie del Portogallo, e condivide il percorso della sua nazionale nel gruppo D che la vede pesantemente sconfitta dall'Inghilterra per 6-0 il 19 luglio, vincendo l'ultima partita della fase a gironi superando per 1-0 la Spagna; pur avendo conquistato 3 punti a pari merito di Portogallo e Spagna, la Scozia viene eliminata in favore di quest'ultima per peggiore differenza reti.

## Palmarès

### Club
- Scottish Women's Premier League: 2

Hibernian: 2005-2006, 2006-2007
- Scottish Women's Cup: 5

Hibernian: 2005, 2007, 2008, 2010, 2016
- Scottish Women's Premier League Cup: 4

Hibernian: 2005, 2007, 2011, 2016